# Bo Xilai
Bo Xilai (en chino simplificado 薄熙来, chino tradicional 薄熙來, pinyin Bó Xīlái; Pekín, 3 de julio de 1949) es un político chino. Fue ministro de Comercio de la República Popular China.

## Biografía
Bo Xilai nació en Pekín, es hijo de Bo Yibo, uno de los Ocho Inmortales del Partido Comunista de China. Bo se unió al Partido Comunista de China (PCCh) en octubre de 1980.
Está casado con Gu Kailai (谷开来).
En 1966, poco después de la Revolución Cultural, Bo y su familia estuvieron en prisión durante cinco años, después de los cuales fueron trasladados a un campo de trabajo por otros cinco años. Después de la muerte de Mao Zedong, en 1976, los miembros de la Banda de los Cuatro fueron acusados de causar el caos de la Revolución Cultural, y la familia de Bo fue rehabilitada. Durante los diez años de detención, el padre de Bo fue torturado y su madre golpeada hasta morir. De acuerdo a los medios de comunicación de Hong Kong STNN (chino: 星岛环球网), Bo fue guardia rojo durante la Revolución Cultural.
Luego de su rehabilitación, Bo trabajó en la "Fábrica de Reparaciones de Hardware" del Buró de Industria Ligera de Pekín, antes de ser admitido por el Departamento de Historia de la Universidad de Pekín, en 1977. Luego se graduó con el grado de Bachiller en Artes. En 1982, Bo se  gradúa como Máster del Instituto de Postgrado de la Academia China de Ciencias Sociales.
Bo fue nombrado ministro de Comercio del gabinete de Wen Jiabao, reemplazando a Lü Fuyuan, quien tuvo problemas de salud que le impidieron cumplir con sus obligaciones. Bo fue miembro del XVI Comité Central Chino, cuerpo colegiado con la real decisión central de China.
Nombrado secretario general del Partido Comunista en Chongqing, tomó medidas exitosas para regular al sector privado, combatir la delincuencia organizada y reducir la acrecentada desigualdad de ingresos, por lo cual ganó amplia popularidad.
En marzo de 2012 fue apartado del cargo de secretario del Partido de la municipalidad de Chongqing y al mes siguiente fue expulsado del Politburó a causa de la presunta implicación de su esposa en el asesinato de un hombre de negocios británico, a quien supuestamente pidió ayuda para sacar una gran suma de China. La caída de "uno de los líderes más influyentes y carismáticos de China" ha dado lugar a la peor crisis política que ha vivido el país desde las protestas de Tiananmen en 1989, ya que la caída del revolucionario Bo "ha facilitado el camino a los reformistas, que se disputan con el ala revolucionaria los asientos en los máximos órganos del poder que se renovarán en el 18.º Congreso del PCCh a finales de año".
El 28 de septiembre de 2012, Bo Xilai fue expulsado del Partido Comunista por presuntos delitos de "abuso de sus poderes de oficina, cometió errores graves", y enviado a la Justicia.
El 22 de septiembre de 2013 fue condenado a cadena perpetua por un tribunal chino